# يوم الثقافة (اليابان)

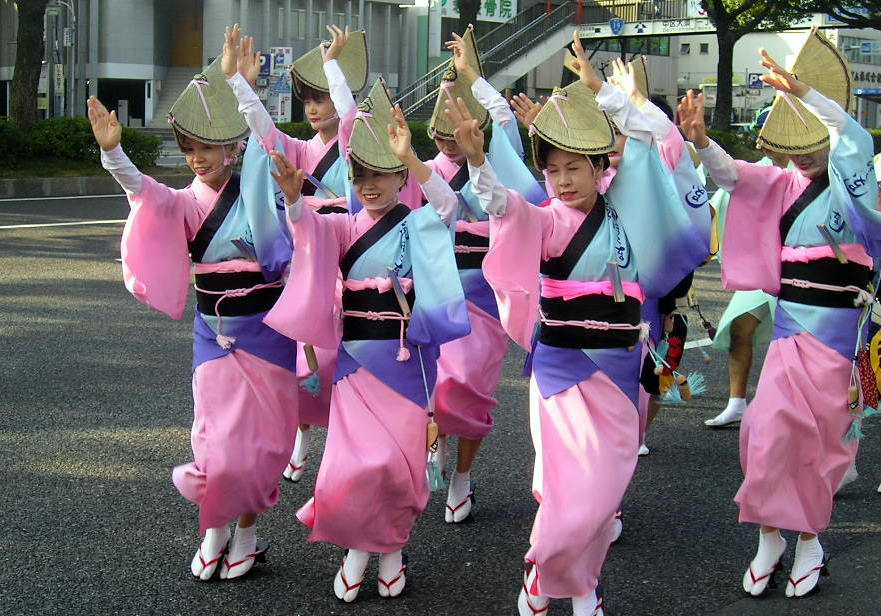

يوم الثقافة (باليابانية:文化の日) هو يوم عطلة وطنية يقام سنويًا في اليابان يوم 3 نوفمبر، بهدف نشر الثقافة، والفنون، ودعم المساعي الأكاديمية. الاحتفالات عادة ما تتضمن معارض فنية، ومسيرات، ومراسيم منح جوائز للفنانين والعلماء الموقرين.

## تاريخ
عقد يوم الثقافة لأول مرة في عام 1948، لإحياء ذكرى إعلان دستور ما بعد الحرب الياباني في 3 نوفمبر، 1946.
احتفل بالثالث من نوفمبر لأول مرة كعيد وطني في 1868، عندها كان يسمى تينشو - سيتسو، وهو يوم عطلة تكريمًا لعيد ميلاد الإمبراطور الحاكم في ذلك الوقت، الإمبراطور ميجي. (انظر أيضا عيد ميلاد الإمبراطور) مع وفاة الإمبراطور ميجي في عام 1912، لم يعد 3 نوفمبر يوم عطلة حتى 1927، عندها أعطى يوم ميلاد الإمبراطور عيدًا مخصصًا، والمعروف باسم ميجي - سيتسو. بإيقاف ميجي - سيتسو مع الإعلان عن يوم الثقافة في عام 1948، يرى البعض العيد الجديد باعتباره استمرارا لهذا التقليد، ويرونه كمجرد إعادة تسمية لميجي - سيتسو.

## الممارسة الحالية
ولأن يوم الثقافة يهدف موجود لنشر الفنون والعديد من المساعي الأكاديمية، تختار الحكومات المحلية والمحافظات هذا اليوم عادة لعقد المؤتمرات الفنية، والمهرجانات الثقافية، والمسيرات. ومن التعارف عليه أن تقدم الجامعات أبحاثًا ومشروعات جديدة في يوم الثقافة.
منذ 1937، تقام احتفالية وسام الثقافة المرموق في هذا اليوم. يعطيه الإمبراطور بنفسه للأشخاص الذين ساهموا بإحداث تقدم كبير في العلوم، والثقافة والفنون. وهو واحد من أعلى التكريمات التي تمنحها الأسرة الإمبراطورية. وهذه الجائزة ليست مقصورة على اليابانيين فقط، حيث منحت لرواد فضاء مهمة أبولو 11 لدى عودتهم الناجحة من القمر.
يعد يوم الثقافة إحصائيًا من أنصع أيام العام، بين عام 1965 و1996 لم يكن سوى ثلاث سنوات هطل فيها المطر على طوكيو.